# Walking to New Orleans (album)
Albums de George Benson
Inspiration: A Tribute to Nat King Cole
(2013)
Walking to New Orleans est le trente-cinquième album studio de George Benson, sorti le 29 avril 2019 chez Provogue Records. L'album rend hommage à Chuck Berry et Fats Domino.

## Liste des titres
| No  | Titre                  | Auteur                                 | Durée |
| --- | ---------------------- | -------------------------------------- | ----- |
| 1.  | Nadine (Is It You)     | Chuck Berry                            | 3:53  |
| 2.  | Ain't That a Shame     | - Fats Domino - Dave Bartholomew       | 3:49  |
| 3.  | Rockin' Chair          | - Domino - Alvin E. Young              | 3:39  |
| 4.  | You Can't Catch Me     | Chuck Berry                            | 3:35  |
| 5.  | Havana Moon            | Chuck Berry                            | 4:54  |
| 6.  | I Hear You Knocking    | Dave Bartholomew                       | 3:45  |
| 7.  | Memphis, Tennessee     | Chuck Berry                            | 3:19  |
| 8.  | Walking to New Orleans | - Bobby Charles - Domino - Bartholomew | 4:08  |
| 9.  | Blue Monday            | Dave Bartholomew                       | 3:03  |
| 10. | How You've Changed     | Chuck Berry                            | 3:21  |

## Personnel
| Musiciens - George Benson – guitare, chant - Rob McNelley – guitare rythmique - Kevin McKendree – piano acoustique - Alison Prestwood – guitare basse - Greg Morrow – batterie, percussion - Paulie Cerra – saxophone, saxophone baryton - Ron Dziubla – saxophone baryton, solos de saxophone - Lee Thornburg – trompette, arrangements des cuivres - Jeff Bova – arrangements d'orchestre - The Bovaland Symphonic Orchestra – orchestre - Mahalia Barnes – chœurs - Prinnie Stevens – chœurs - Natasha Stuart – chœurs | Production - Producteur – Kevin Shirley - Producteur exécutif – George Benson - Ingénieur du son – Austin Atwood, Mark DeCozio, Kevin Shirley et Vezi Tayyeb - Mixé par Kevin Shirley à The Cave (Malibu, Californie). - Masterisé par Bob Ludwig au Gateway Mastering (Portland, Maine). - Conception – Roy Koch - Photographie – Austin Hargrave - Management – Stephanie Gonzalez pour Apropos Management. |

Crédits adaptés du livret de l'album.

## Classements
| Classement (2019)             | Meilleure position |
| ----------------------------- | ------------------ |
| Autriche (Ö3 Austria Top 40)  | 70                 |
| États-Unis (Top Blues Albums) | 2                  |